# Pfafflar
Pfafflar é um município da Áustria, situado no distrito de Reutte, no estado do Tirol. Tem 33,59 km² de área e sua população em 2019 foi estimada em 108 habitantes.